# Limpopoacris obeliscata
Limpopoacris obeliscata is een rechtvleugelig insect uit de familie Lentulidae. De wetenschappelijke naam van deze soort is voor het eerst geldig gepubliceerd in 2011 door Brown.